# キンブルン半島
- キンバーン半島

キンブルン半島（キンブルンはんとう、宇: Кінбурнський півострів〈ラテン翻字：Kinburnskyi pivostriv、音写例：キンブルンスキー ピヴォーストゥリゥ）は、黒海に面した半島。
ドニエプル＝ブーフ河口の南に位置しており、黒海に沿った形で西へ伸びている自然地形である。現在行政上、ウクライナ南部にあるムィコラーイウ州（ミコライフ州）ムィコラーイウ地区 (en) に属する。

## 地理
ウクライナを代表する2本の大河であるドニエプル川と南ブーフ川がキンブルン砂嘴の数十キロメートル東でそれぞれに河口を形成しており、その河口地域の南岸を構成するのがキンブルン半島、その半島の最先端部に形成されているのが、キンブルン砂嘴である。東を流れるドニエプル川と西を流れる南ブーフ川はともに水運の要衝であり、黒海に出る船の出入り口にあたる。ドニエプル川の下流地域にはヘルソン州の州都であるヘルソンがあり、南ブーフ川の下流地域（河口から約40キロメートル上流）にはムィコラーイウ州州都であるムィコラーイフがある。ヘルソンは、「草原ウクライナ（同国の東方に広がる草原部）」とも呼ばれる「荒野地方（ウクライナ語：Дике Поле、英語：Wild Fields）」で最大の都市。ムィコラーイフは、港湾別穀物輸送量がウクライナ第2位（全体の約27パーセントを占める）の貿易拠点であるムィコラーイフ港を擁する重要都市である。また、キンブルン砂嘴の西の対岸にはウクライナ最大の港湾都市オデッサ（オデーサ）が控えている。

## 歴史

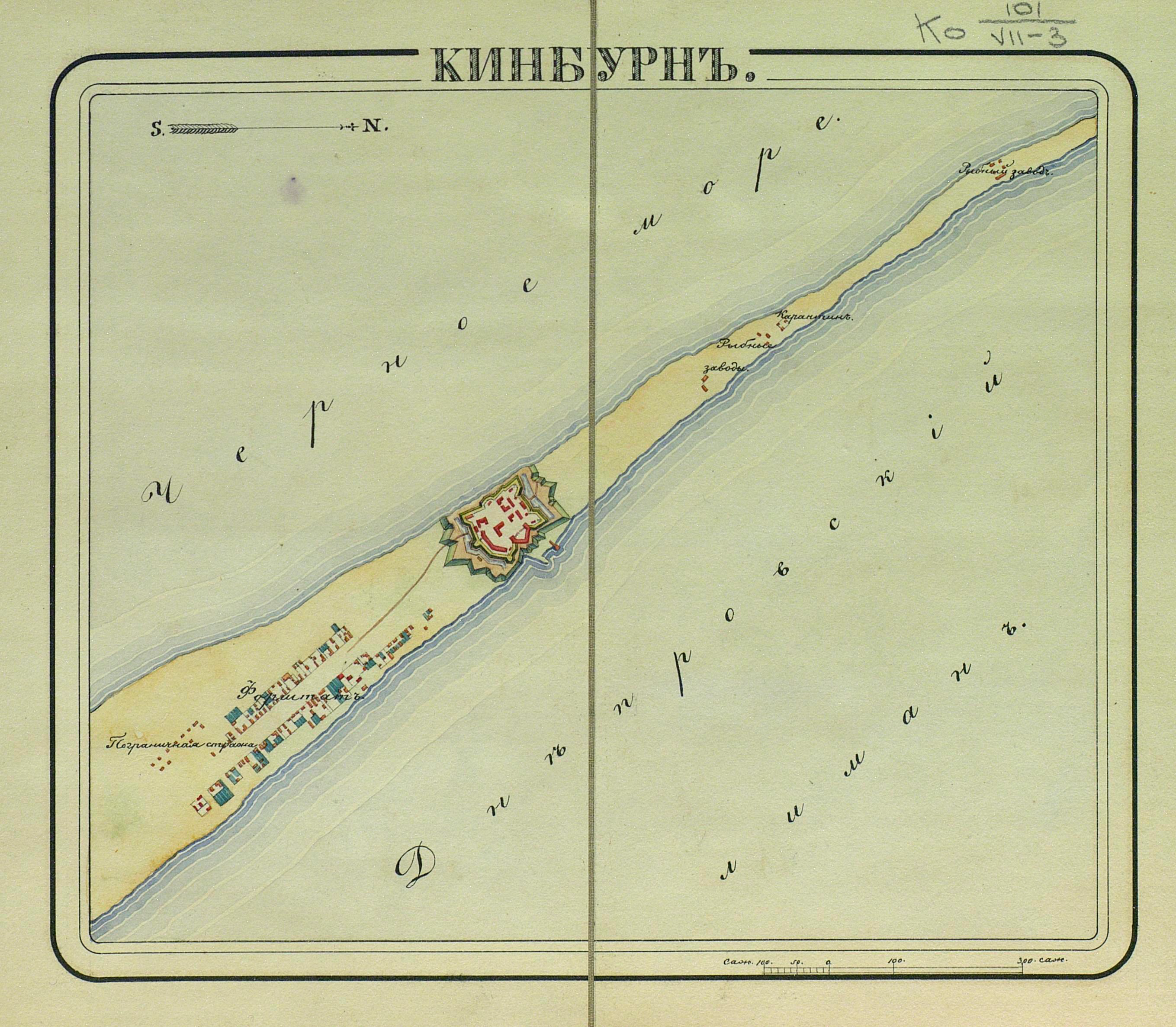
1830年代の地図。オスマン帝国のキルブルン砦は19世紀までキンブルン砂嘴に設けられていた。